# Île-d'Houat
Île-d'Houat é uma comuna francesa na região administrativa da Bretanha, no departamento Morbihan. Estende-se por uma área de 2,91 km². Em 2010 a comuna tinha 230 habitantes (densidade: 79 hab./km²).